# Río Borosa
El río Borosa es un pequeño río afluente del Guadalquivir que discurre por el Parque natural de las Sierras de Cazorla, Segura y las Villas concretamente en la Sierra de Cazorla y en algunos tramos por laSierra de Segura el nacimiento está conformado por el Nacimiento de Aguas Negras, arroyo de Valdeazores y el Manantial de los Órganos (todos los remanses y pequeños nacimientos de la zona del Salto de los Órganos), entre otros secundarios y se encuentra en el término municipal de La Iruela, en la provincia de Jaén, España. 
También discurre pero en menor medida por los términos de Cazorla, Santiago-Pontones y Santo Tomé (Jaén).

## Curso
Nace en la laguna de Aguas Negras y tras un breve trecho se remansa en el embalse de FEDA o de Aguas Negras, donde recibe las aguas del arroyo de Valdeazores. Tras caer por la cascada del Salto de los Órganos y Cascada de La Calavera, bajo los Túneles del Picón del Haza de Abajo a 1493 metros, atraviesa las cerradas de Puente Toba, Puente Piedra y de Elías, donde recoge las aguas del Arroyo de la Orada, siendo este uno de los parajes turísticos más importantes de la Sierra de Cazorla y de Segura. Tras recibir las aguas del arroyo de las Truchas, desemboca tras recorrer 11 km en el Guadalquivir a la altura de la Casa de Tablas, siendo su principal afluente antes de que este se embalse en el pantano del Tranco.

## Afluentes
Recibe por la izquierda al arroyo Valdeazores, que a su vez recibe al arroyo Valdeazorillos en la laguna de Valdeazores. Por el mismo flanco recibe así mismo al barranco Tabarrera, al arroyo del Tejo, al arroyo de la Orada y al arroyo de las Truchas que a su vez recibe al arroyo de la Gracea por la derecha.
Por la derecha recibe al arroyo de los Villares y arroyo del Ruejo.
Por encima de su nacimiento recibe el nombre de barranco del infierno y desembocan en él la rambla de puerto Lezar y Cañada Pajarera.

## Actividades deportivas
Una de las rutas de senderismo más conocidas de la sierra de Cazorla y Segura, es la que trascurre a lo largo del río Borosa, desde la Piscifactoría hasta el embalse de la FEDA y la laguna de Valdeazores. Puntos destacables de la ruta son: el Charco de la Cuna, el Charco de la Gracea, la Cerrada de Elías, La Cerrada de Puente Piedra, la Cerrada de Puente Toba, la Cascada del Rebosadero, el Salto de Los Órganos (chico y grande), el Embalse de la Feda o el Nacimiento de Aguas Negras, y la laguna de Valdeazores donde se juntan los arroyos de Valdeazores, que viene de Fuente Bermeja, y Valdeazorillos, que viene de la Nava de Paulo. Desde el principio de la ruta, justo antes de la Fuente de los Astilleros parte la ruta a las Banderillas.
En el Borosa está permitida la pesca deportiva, tanto de la trucha común en la zona sin muerte, como de la Trucha Arcoíris especie alóctona, en la parte intensiva del coto, que corresponde al tramo bajo del río. El arte de pesca más frecuente es la pesca a mosca, si bien se practican otras modalidades.

## Vegetación
La vegetación observable de la zona es muy exuberante, la propia del resto de la sierra: Pinus halepensis (pino carrasco o pincarrasco); Pinus nigra (pino laricio o salgareño); Pinus pinaster (pino rodeno o resinero); Quercus ilex (encina); Buxus sempervirens (boj); Juniperus phoenicea (sabina); Juniperus communis (enebros), etc. cabe destacar un endemismo de la Sierra fácilmente observable en las paredes rocosas de la Cerrada de Elías es la planta carnívora Pinguicula Vallisnerifolia (atrapamoscas).

## Aprovechamientos
Aparte del turístico que masifica en determinadas fechas puntos como la Cerrada de Elías o el Nacimiento de Aguas Negras, de este río se obtiene energía hidráulica en la central hidroeléctrica del Borosa, que aprovecha el desnivel existente en el Salto de los Órganos, o la cría de truchas en una piscifactoría situada en la parte baja del río.